# 王怡仁
王怡仁（ワン・イーレン、ジョセリン・ワン、1980年6月13日 - ）は、台湾の女優、タレント、モデル。以前は台湾のテレビ局TVBSのアナウンサーだった。英文表記はJocelyn Wang。台北市出身。
アナウンサーの時からその美貌が注目されるようになり、2005年11月にアナウンサーを辞め女優、タレントに転身。またモデル業も兼任するようになる。
身長は168cm。特技は水泳。得意料理はスパゲッティ。父親は前国民大会代表。

## 学歴
- 師院附小
- 国立台湾師範大学附属高級中学国中部
- 台北市立内湖高級中学
- 淡江大学
- ニューヨーク大学語学留学（春夏季）

## 出演番組

### 司会
- 整點新聞 - TVBS-NEWS（終了）
- 怡仁.com - TVBS-NEWS（終了）※5分間のミニ番組
- 超級上班族（スーパーサラリーマン） - 超視
- 台北紅樓夢 - 中天テレビ

### ドラマ
- 超級拍檔 - 華視
- 住左邊住右邊 - 公視
- ハッピーメーカー(福氣又安康)（2009年、台視、三立）- 江珍珍役